# Province de Poméranie (1815-1945)
Ne doit pas être confondu avec Province de Poméranie (1653-1815).
Pour les articles homonymes, voir Poméranie (homonymie).
1815–1945
Entités précédentes :
- Province de Poméranie
- Poméranie suédoise

Entités suivantes :
- État de Mecklembourg
- Voïvodie de Szczecin

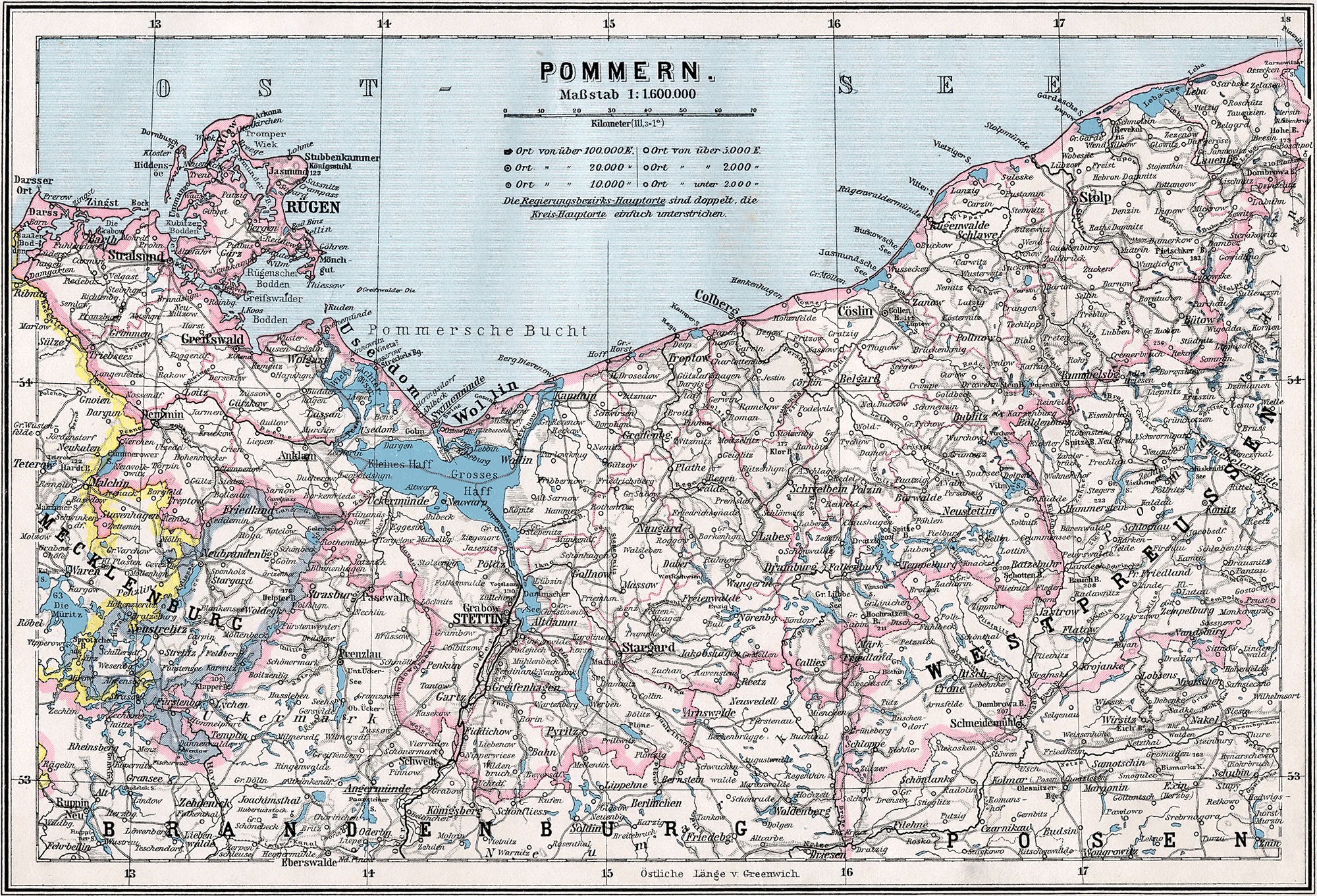
La province de Poméranie en 1905.

La province de Poméranie (en allemand : Provinz Pommern) est une ancienne province (1815-1945) du royaume de Prusse (1815-1918), puis de l'État libre de Prusse (1919-1945). Sa capitale était Stettin (aujourd'hui Szczecin).
Elle s'étendait sur une superficie de 30 120,5 km2.
Depuis la fin de la Seconde Guerre mondiale, la majorité de ce territoire (Poméranie orientale et est de la Poméranie occidentale) se trouve en Pologne.

## Territoire

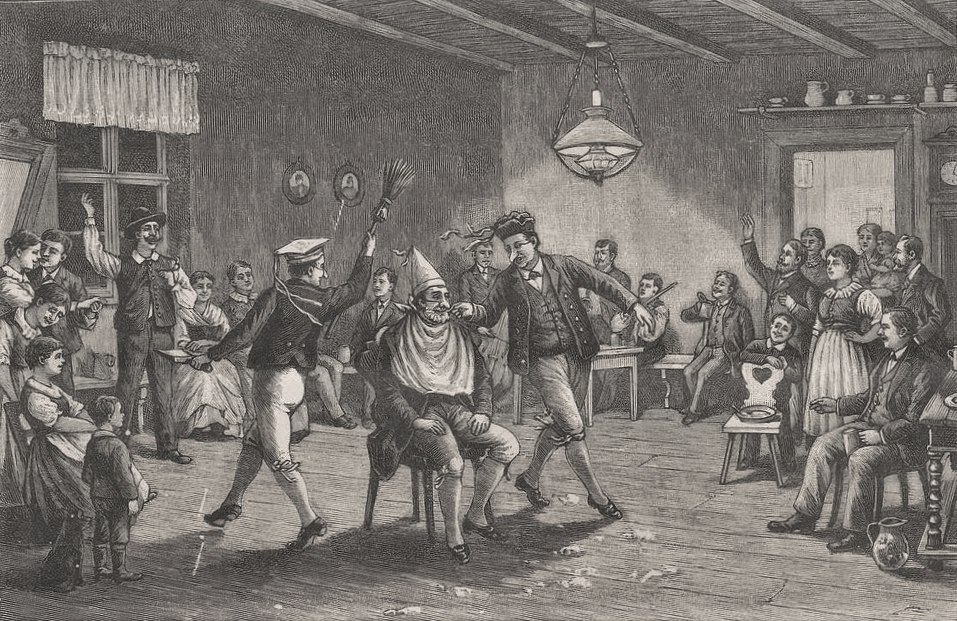
La Danse du barbier, folklore poméranien, gravure sur bois de 1893.

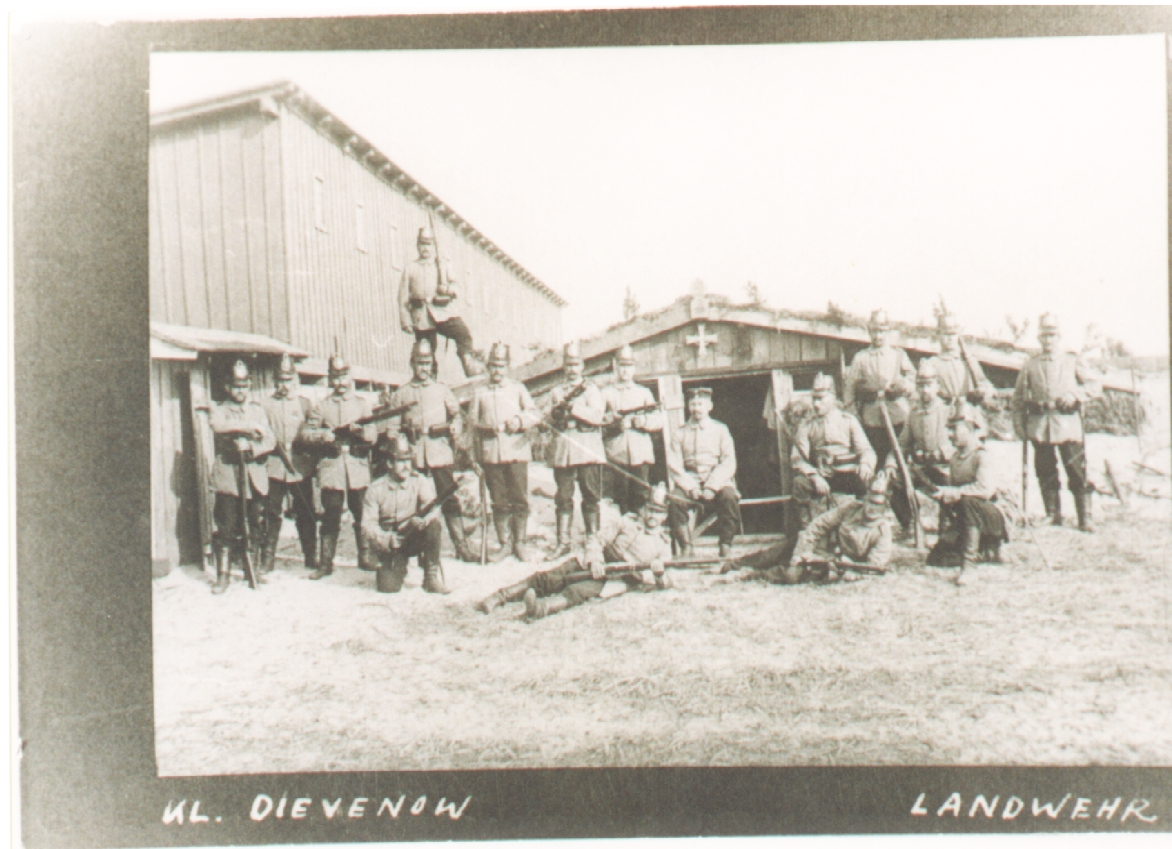
Garnison de la Landwehr prussienne à Dziwnów, n.d.

La province de Poméranie recouvrait :
- La Poméranie ultérieure ou postérieure (en allemand : Hinterpommern) ou Poméranie orientale (en allemand : Ostpommern) :
  - Le duché de Cassubie (en allemand : Herzogtum Kassuben) ;
  - Le duché de Wenden (en allemand : Herzogtum Wenden) ;
  - La principauté de Cammin (en allemand : Fürstentum Cammin), c'est-dire l'ancien évêché de Cammin, acquise par le traité d'Osnabrück du 24 octobre 1648 ;
- La Poméranie citérieure ou antérieure (en allemand : Vorpommern) ou Poméranie occidentale (en allemand : Vorpommern) :
  - La Vieille-Poméranie-Occidentale (en allemand : Altvorpommern) (ou Alt-Vorpommern), acquise du royaume de Suède par le traité de Stockholm du 21 janvier 1720 ;
  - La Nouvelle-Poméranie citérieure ou antérieure (en allemand : Neuvorpommern) (ou Neu-Vorpomern), acquise du royaume de Danemark par l'article Ier du traité de Vienne du 4 juin 1815[1], en échange du duché de Lauenbourg[2]c'est-à-dire :
    - Le reste de l'ancienne Poméranie suédoise (en allemand : Schwedisch Pommern), sur la rive droite de la Peene ;
    - La principauté de l'île de Rügen (en allemand : Insel Rügen) ;
- Les pays de Lauenburg et Bütow (en allemand : Lande Lauenburg und Bütow), acquis du royaume de Pologne par le traité de Bromberg du 6 novembre 1657 puis, après le premier partage de la Pologne, « à perpétuité, avec toute souveraineté et indépendance, sans aucune réversion ni obligation féodale » par l'article IV du traité de Varsovie du 18 septembre 1773[3] ;
- Draheim, acquis du Royaume de Pologne par le traité de Bromberg du 6 novembre 1657 puis, après le premier partage de la Pologne, « à perpétuité et irrévocablement, avec toute propriété et souveraineté, sans [...] rachat [ni] réversion » par l'article V du traité de Varsovie du 18 septembre 1773[4]
- Une partie des cercles ultérieurs ou postérieurs (en allemand : Hinterkreise) de la Nouvelle-Marche (en allemand : Neumark) ou Brandebourg-Oriental (en allemand : Ostbrandenburg), à savoir : les cercles de Dramburg (en allemand : Kreis Dramburg) et de Schivelbein (en allemand : Kreis Schivelbein) ainsi que la partie septentrionale du district d'Arnswalde (en allemand : Kreis Arnswalde), avec la ville de Nörenberg (en allemand : Stadt Nörenberg).

## Population
Sa population était de 1 684 125 habitants en 1905, dont 1 616 550 protestants, 50 206 catholiques et 9 960 juifs.
En 1925, il y avait 1 878 780 habitants.

## Subdivisions

Organisation administrative de la Province de Posen en 1913 :
District de Stralsund
District de Stettin
District de Köslin

La province de Poméranie est divisée en districts (en allemand : Regierungsbezirke), subdivisés en arrondissements (en allemand : Kreise) comprenant une ou plusieurs communes.

### District de Köslin
Le district de Köslin (en allemand : Regierungsbezirk Köslin) est divisé en arrondissements, à savoir :
- L'arrondissement de Belgard-sur-la-Persante (de) (en allemand : Kreis Belgard (Persante)) ;
- L'arrondissement de Dramburg (en allemand : Kreis Dramburg) ;
- L'arrondissement de la principauté (de) (en allemand : Kreis Fürstenthum) ;
- L'arrondissement de Lauenbourg-Bütow (en allemand : Kreis Lauenburg-Bütow) ;
- L'Arrondissement de Neustettin (en allemand : Kreis Neustettin) ;
- L'arrondissement de Rummelsburg-en-Poméranie (en allemand : Kreis Rummelsburg in Pommern) ;
- L'arrondissement de Schivelbein (de) (en allemand : Kreis Schivelbein) ;
- L'arrondissement de Schlawe-en-Poméranie (de) (en allemand : Kreis Schlawe in Pommern) ;
- L'arrondissement de Stolp (en allemand : Landkreis Stolp).

Le 1er janvier 1846, l'arrondissement de Lauenbourg-Bütow est divisé en deux arrondissements :
- L'arrondissement de Bütow (en allemand : Kreis Bütow) ;
- L'arrondissement de Lauenbourg-en-Poméranie (en allemand : Kreis Lauenburg in Pommern).

Le 1er septembre 1872, l'arrondissement de la principauté est divisé en trois arrondissements :
- L'arrondissement de Bublitz (de) (en allemand : Kreis Bublitz) ;
- L'arrondissement de Colberg-Cörlin (en allemand : Kreis Kolberg-Körlin) ;
- L'arrondissement de Köslin (de) (en allemand : Kreis Köslin).

Le 1er mai 1920, la ville de Kolberg (en allemand : Stadtgemeinde Kolberg) cessa de relever de l'arrondissement de Kolberg-Körlin
Le 1er avril 1923, la ville de Köslin (en allemand : Stadtgemeinde Köslin) cessa de relever de l'arrondissement de Köslin
En 1er octobre 1932, les deux arrondissements suivants sont incorporés à des arrondissements existants :
- L'arrondissement de Bublitz (de), incorporé à celui de Köslin ;
- L'arrondissement de Schivelbein (de), incorporé à celui de Belgard.

Le 1er octobre 1938, les deux arrondissements suivants qui, depuis le 1er janvier 1818, relèvent du district de Stettin, sont incorporés à celui de Köslin :
- L'arrondissement de Greifenberg-en-Poméranie (en allemand : Kreis Greifenberg in Pommern) ;
- L'arrondissement de Regenwalde (de) (en allemand : Kreis Regenwalde).

Mais l'arrondissement de Neustettin, qui relève du district de Köslin, est incorporé à celui de Posnanie-Prusse-Occidentale.

### District de Stettin
Le district de Stettin (en allemand : Regierungsbezirk Stettin).
Le 1er octobre 1932, le district de Stralsund fut dissous et son territoire incorporé à celui du district de Stettin.

### District de Stralsund
Le district de Stralsund (en allemand : Regierungsbezirk Stralsund).

### District de Posnanie-Prusse-Occidentale
Le district de Posnanie-Prusse-Occidentale (en allemand : Regierungsbezirk Grenzmark Posen-Westpreußen).

## Politique

### Hauts présidents

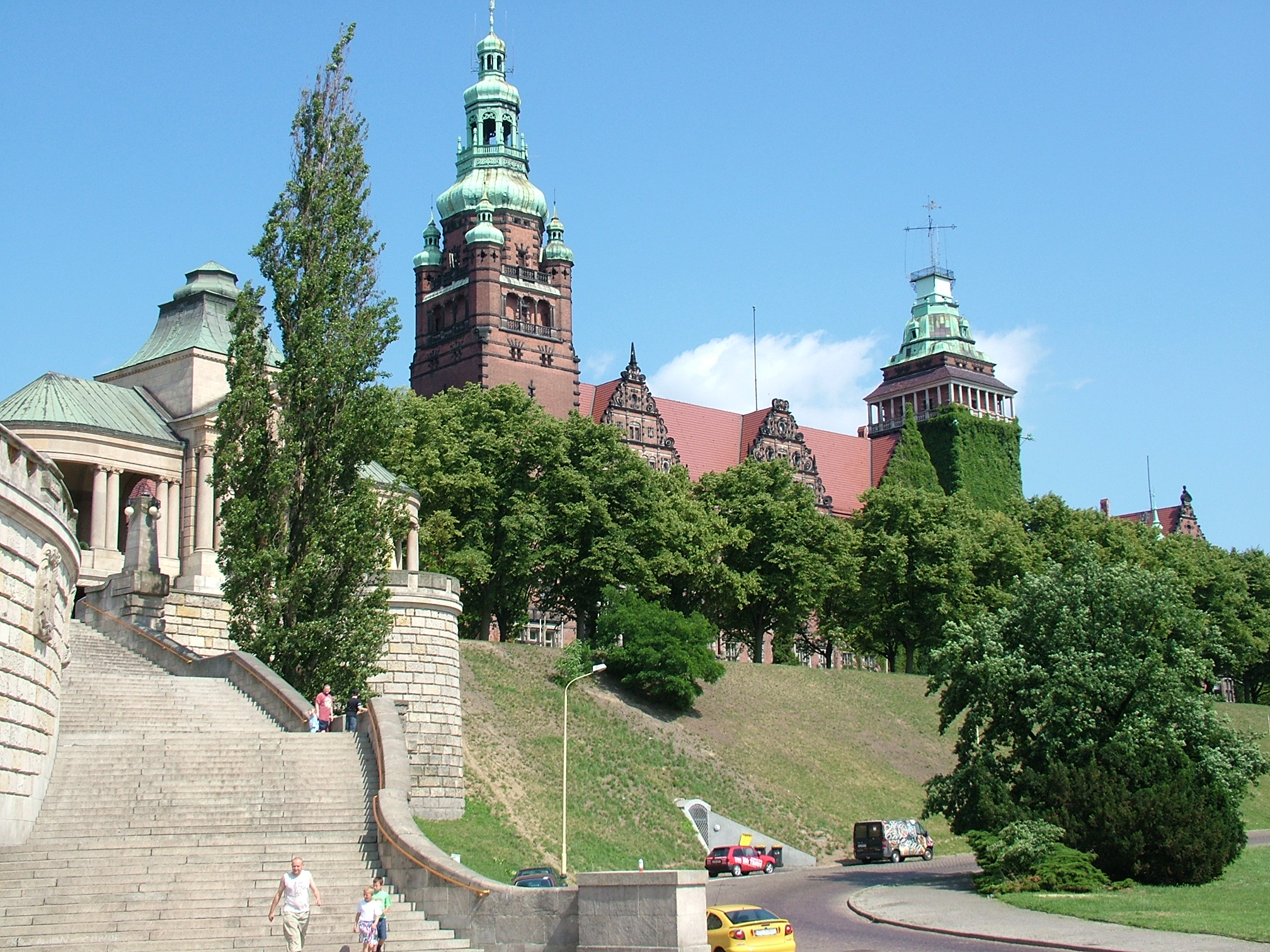
Siège du gouvernement provincial à Stettin.

La Poméranie se voit attribuer avec la réforme de Prusse de 1815 un haut président qui siège à Stettin. Elle en a eu quinze, jusqu'en 1945:
- Sous le Royaume de Prusse :
  - 1815-1816 : Karl von Ingersleben
  - 1816-1831 : Johann August Sack
  - 1831-1835 : Maurice Haubold de Schönberg
  - 1835-1852 : Wilhelm von Bonin
  - 1852-1866 : Ernst Senfft von Pilsach
  - 1867-1882 : Ferdinand von Münchhausen (de)
  - 1883-1891 : Ulrich von Behr-Negendank
  - 1891-1899 : Robert von Puttkamer
  - 1900-1911 : Helmuth von Maltzahn
  - 1911-1917 : Wilhelm von Waldow
  - 1917-1918 : Hermann von Ziller (de)
- Sous l'État libre de Prusse :
  - 1918-1919 : Georg Michaelis
  - 1919-1930 : Julius Lippmann (de) (DDP)
  - 1930-1933 : Carl von Halfern (DVP)
- Sous le national-socialisme :
  - 1933-1945 : Franz Schwede (de) (NSDAP)

### Parlement provincial

#### Présidents du parlement provincial
Liste des présidents du parlement provincial (de) (en allemand : Vorsitzende des Provinziallandtags) :
- Sous le Royaume de Prusse :
  - 1876 : Matthias von Köller
  - 1876–1906 : Georg von Köller
  - 1907–1911 : Wilhelm von Heyden-Cadow
  - 1912–1918 : Adolf von Köller-Osseken
  - 1918 : Fritz von Steinaecker (de)
- Sous l'État libre de Prusse :
  - 1919–1920 : Victor von Dewitz (de)
  - 1920 : Rüdiger von der Goltz (de)
  - 1921–1926 : Conrad von Wangenheim
  - 1927–1930 : Karl von Flemming (de)
  - 1931 : von Puttkamer
  - 1932 : Karl von Flemming
  - 1933 : Rüdiger von der Goltz (de)